# دهستان مسکوتان
دهستان مسکوتان، یکی از دهستان‌های بخش مرکزی شهرستان فنوج در استان سیستان و بلوچستان ایران است. مرکز این دهستان، روستای مسکوتان است.

## نام
نام این دهستان به زبان بلوچی: مِسْکُوتان میباشد؛که بر گرفته از دو کلمه بلوچی مِسک به معنی مشک و کلمه کوت یا کوتان به معنی فراوان میباشد و معنی آن = جایگاه مشک فراوان میباشد. و دلیل نام گذاری آن وجود آهوی بسیار در گذشته در این منطقه بوده است.

## طوایف ساکن
از طوایف ساکن در دهستان مسکوتان میتوان به طوایف:
- کدخدا (کدخدائی)
- میر
- هوت
- مَلِک
- امیری
- قاضی زاده
- ارجمندی
- درزاده
- چاکری
- نوکر

## افرادسرشناس
از افرادسرشناس و معتمد این دهستان میتوان به:
- مولانا عبدالستار قاضی زاده (امام جمعه دهستان)
- حاج عبدالله کدخدائی (معتمد)
- حاج علی کدخدائی (معتمد)
- مولانا حسین قاضی زاده (معتمد)
- علی هوتی(علی شَه سُمائیل)
-سردار سعید ملکی(معتمد) 
-شَه قلی هوتی (معتمد)
- سردار منصور کدخدائی (معتمد)
- سردار رسول بخش هوتی (معتمد)

## جمعیت
بر پایه سرشماری عمومی نفوس و مسکن در سال ۱۳۹۵، جمعیت دهستان مسکوتان برابر با ۹٬۷۷۶ نفر بوده‌است.